# 永田淳
永田 淳（ながた じゅん、1973年8月20日 - ）は、日本の歌人、出版社「青磁社」代表。短歌結社「塔」選者。
父永田和宏、母河野裕子、妹永田紅、妻植田裕子も歌人。

## 来歴
滋賀県大津市出身。1988年、父の主宰する短歌結社「塔」に入会。同志社大学文学部英文学科卒業後、釣り雑誌の記者を経て青磁社を立ち上げる。2009年、第一歌集『1/125秒』で第35回現代歌人集会賞を受賞。史上初となる親子二代での受賞となった。2023年、第四歌集『光の鱗』で第10回佐藤佐太郎短歌賞を受賞。

## 著書
- 1/125秒 歌集 ふらんす堂 2008.12 ISBN 978-4781401072
- 家族の歌 河野裕子の死を見つめた344日（家族での共著）産経新聞出版 2011.2／文春文庫 2014 ISBN 978-4167901684
- 湖をさがす 短歌日記2011 ふらんす堂 2012.8 ISBN 978-4781404998
- 評伝・河野裕子　たつぷりと真水抱きて 白水社 2015.8 ISBN 978-4560084557
- コレクション日本歌人選 河野裕子 笠間書院 2019.5 ISBN 978-4-305-70915-8
- 竜骨（キール）もて 歌集 砂子屋書房 2020.7
- 光の鱗 歌集 朔出版 2023.2

## テレビ
- 「NHK短歌 題“わらう”／“五月”という詩語」 - NHK短歌（NHK教育テレビ）（2009年5月24日）
- 「ETV特集 この世の息～歌人夫婦・40年の相聞歌～」 - ETV特集（NHK教育テレビ）（2011年7月10日）
- 「FNNスーパーニュースアンカー」18時台の特集 - 関西テレビ（2012年4月18日）
- プレミアムドラマ「うたの家〜歌人・河野裕子とその家族」（2012年8月26日、NHK BSP）- 役：蟹江一平[3]